# Pogostemon dasianus
Pogostemon dasianus là một loài thực vật có hoa trong họ Hoa môi. Loài này được A.B.De & Mukerjee miêu tả khoa học đầu tiên năm 1940.